# 施拉波爾特湖

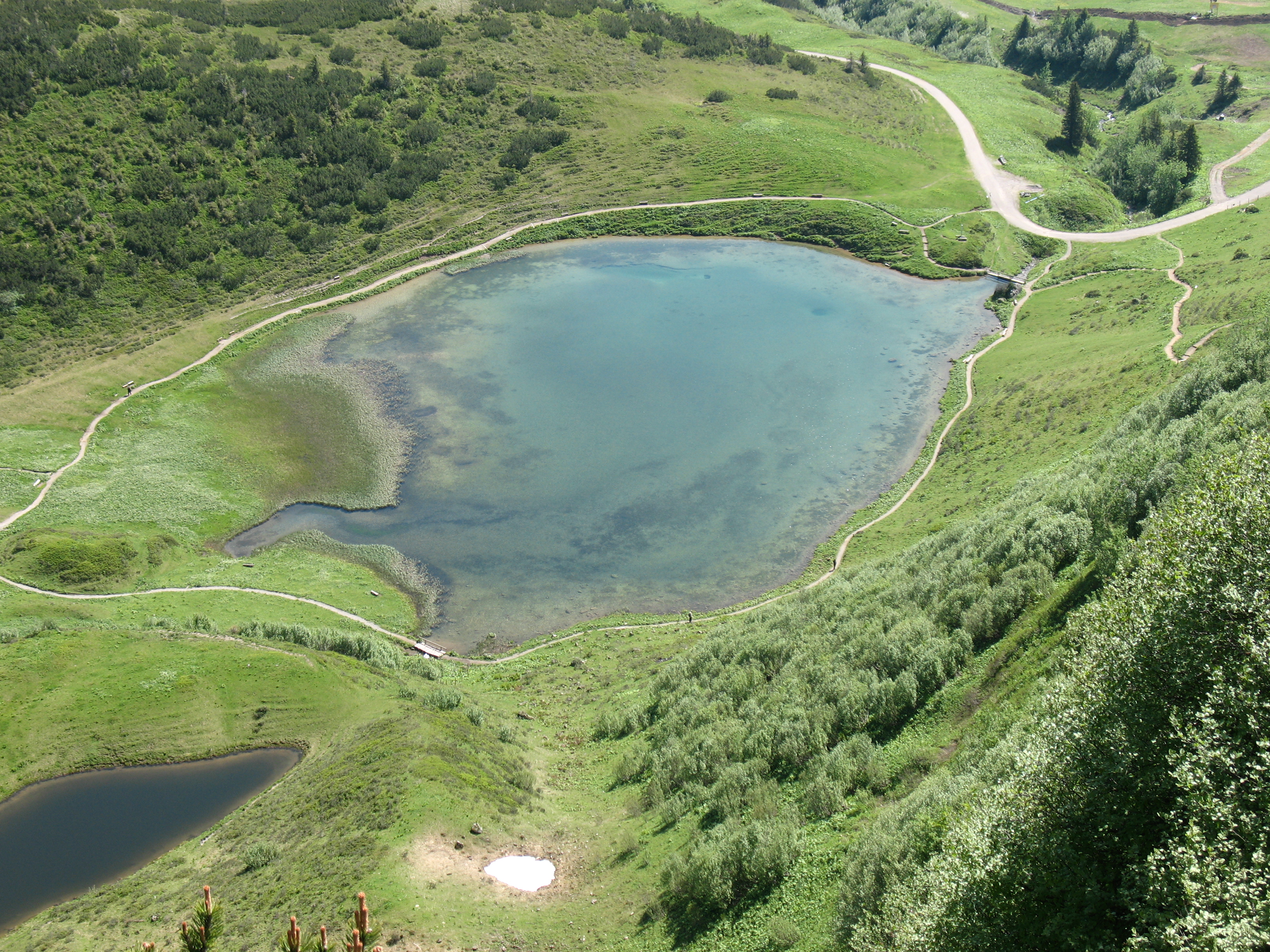

47°21′3.5″N 10°13′36″E / 47.350972°N 10.22667°E
施拉波爾特湖（德語：Schlappoltsee），是德國的湖泊，位於該國東南部，由巴伐利亞州負責管轄，處於上阿爾高縣，長0.2公里、寬0.1公里，面積0.01平方公里，海拔高度1,719米。